# 周觀 (天順進士)
周觀（1435年—？），字民表，直隸蘇州府長洲縣人，明朝政治人物。進士出身。

## 生平
天順三年（1459年）己卯科應天府鄉試第一百三名。天順八年（1464年）甲申科會試會試第一百五十一名，殿試登進士第三甲第七十四名。官至大理寺评事。

## 家族
曾祖父周克明。祖父周仲文。父亲周述。